# Gustav Braun
Gustav Oscar Max Braun, född 30 maj 1881 i Dorpat, död 11 november 1940 i Oslo, var tysk geograf; son till zoologen Max Braun.
Braun blev privatdocent i Greifswald 1907, i Berlin 1910 och professor vid universitetet i Basel 1914 och i Greifswald 1918. Han ägnade sig särskilt åt geomorfologin och arbetade därvid i den av William Morris Davis angivna riktningen såväl i sin forskning som i sin undervisning.
Tillsammans med Davis utgav han läroboken Grundzüge der Physiographie (I-II, andra upplagan av Braun ensam, 1915-17). I Deutschland, dargestellt auf Grund eigener Beobachtung, der Karten und der Literatur (två band, text och kartor, 1916) gav han en kort och knapp framställning av Tysklands geografi på morfologisk grundval. Han var mycket verksam för inrättandet av nordiska institutet vid Greifswalds universitet. Braun var även redaktör för tidskriften Erde und Wirtschaft.

## Övriga skrifter i urval
- Bornholm (1909)
- Das Ostseegebiet (1912, andra upplagan 1928)
- Die nordischen Staaten (1924)
- Synthetische Morphologie (1928)